# 마쓰다이라 지카사다 (마쓰다이라 향 마쓰다이라가)
마쓰다이라 지카사다(松平親貞, 1672년 ~ 1726년 5월 18일)는 에도 시대 무가의 인물로, 고타이요리아이(交代寄合) 하타모토 마쓰다이라 향 마쓰다이라 가의 12대 당주이다. 아버지는 마쓰다이라 향 마쓰다이라 가의 분가 하타모토 마쓰다이라 가의 4대 당주인 마쓰다이라 노부히사(松平信久)이며, 어머니는 마쓰다이라 향 마쓰다이라 가 10대 당주인 마쓰다이라 시게카즈(松平重和)의 딸 세이코인(清光院)이다. 처는 고타이요리아이 하타모토 나카지마 시게사다(中島重貞, 요고로与五郎)의 딸이었지만, 후에 이혼했다.
마쓰다이라 향 마쓰다이라 가 11대 당주 마쓰다이라 노부카즈(松平信和)의 적남인 가즈미치(和通)가 1696년(겐로쿠 9년) 음력 5월에 천연두로 죽음으로써, 동년 음력 8월에 본가 백부의 양자가 된다. 처음에는 진지로 사다무네(甚次郎定宗)라고 칭했지만, 양자가 된 뒤로 다테와키 지카사다(帯刀親貞)라 칭한다. 1702년(겐로쿠 15년)에 선대 노부카즈가 64세로 죽자, 가독을 상속했다. 1726년(교호 11년) 음력 4월 17일 55세로 사망하여 이키즈카야마(生塚山)에 매장되었다. 법명은 光岳院殿明誉照山居士.
| 전임 마쓰다이라 노부후사 | 제12대 마쓰다이라 향 마쓰다이라 가 당주 1702년 ~ 1726년 | 후임 마쓰다이라 나오즈미 |